# فيليب ديفيد لانغ
فيليب ديفيد لانغ (بالإنجليزية: Philip D. Lang)‏ هو سياسي أمريكي، ولد في 16 ديسمبر 1929 في بورتلاند في الولايات المتحدة. حزبياً، نشط في الحزب الديمقراطي. وقد انتخب عضو مجلس نواب أوريغون.